# St. Margarethen an der Raab
St. Margarethen an der Raab é um município da Áustria, situado no distrito de Weiz, no estado da Estíria. Tem 43,02 km² de área e sua população em 2019 foi estimada em 4.100 habitantes.